# Archipolydesmus giennensis
Archipolydesmus giennensis es una especie de miriápodo polidésmido cavernícola de la familia Polydesmidae, endémica del sur de la España peninsular.